# Menoikeus
Menoikeus (latinsky Menoikeus) je v řecké mytologii jméno dvou mužů ze stejného rodu. Oba se vztahují k dramatickým událostem v Thébách.

## Menoikeus - otec Kreontův
Jeho původ sahá do historie, až k prapředku Kadmovi, zakladateli Théb a k zakladatelům rodu
zvaným Zasetí. Menoikeovi potomci byli Kreón, dvakrát vládnoucí Thébám a také Iokasté, která se stala
manželkou krále Láia a matkou Oidipa. Později, po tragických událostech, daných osudem, se stala také manželkou Oidipovou, který se ukázal být vrahem svého otce.
Když se v dětství odložený syn Oidipus vrátil do Théb, nevědomky zabil muže, který se později ukázal být jeho otcem. Když se pak oženil s vlastní matkou, vyvolalo to hněv bohů, žádajících potrestání. Bohové seslali na Théby mor, který zemi nesmírně sužoval. Věštec Teiresiás sděloval vůli bohů: město bude moru uchráněno, pokud za město zemře jeden ze Zasetých, mužů zrozených z dračích zubů, které Kadmos na radu bohů zaséval do země.
Menoikeus se bez zaváhání vrhl s hradeb a Thébané ho vděčně chválili. Oběť však byla marná a nemohla odvrátit všechna další nebezpečenství a pohromy, které se na Théby valily, až vedly ke zničení města.

## Menoikeus - syn Kreontův
Tento muž, zvaný též Megareus, byl syn stejného krále Kreonta a historie se opakovala. Také on se zabil před
branami města, aby je zachránil před útoky Sedmi proti Thébám. Ani tato oběť nebyla zcela úspěšná, mnoho mužů ve válce padlo, Théby se však ještě zachránily. Na pouhých deset let, kdy byly dobyty a poničeny ve válce Epigonů.